# دو چشم شیطانی
دو چشم شیطانی (به ایتالیایی: Due occhi diabolici) یک فیلم آنتولوژی و ترسناک ایتالیایی-آمریکایی محصول سال ۱۹۹۰ به نویسندگی و کارگردانی جورج ای. رومرو و داریو آرجنتو است.

## داستان
دو داستان ترسناک بر اساس داستان‌های کوتاه ادگار آلن پو، به کارگردانی کارگردانان مشهور فیلم‌های ترسناک ترسناک جورج ای. رومرو و داریو آرجنتو. زن حریص شوهرش را می‌کشد، اما نه به‌طور کامل. یک خبرنگار شلخته گربه سیاه عجیبی را به فرزندی قبول می‌کند.

## بازخوردها
این فیلم دارای امتیاز ۵۳٪ در راتن تومیتوز بر اساس ۱۷ بررسی، با میانگین امتیاز ۵٫۴ از ۱۰ است.